# カレル・スヴォボダ

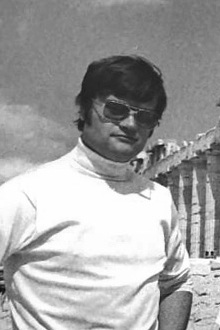
カレル・スヴォボダ (1969年)

カレル・スヴォボダ（Karel Svoboda、1938年12月19日 - 2007年1月28日）はチェコのポピュラー音楽の作曲家。1970年代に数々のテレビ番組の音楽を担当した。

## 来歴・人物
チェコスロヴァキア共和国のプラハ出身。医学を専攻するも大学3年生の時に学業を放棄し、ポピュラー音楽の世界に入る。1950年代にロック・バンド「メフィスト」に加入するが、後にプラハのラテルナ・マジカ劇場や、多くの歌手のために楽曲を提供した。1969年にチェコの国民的ポップス歌手のカレル・ゴットに楽曲を提供した（ゴットには総計80曲を作曲している）。
スヴォボダは、ドイツのテレビ放送局ZDFのために30年にわたって数々の楽曲を提供した。テレビ番組や映画のための楽曲は、およそ90曲にも上り、なかでも「小さなバイキングビッケ」や「ニルスのふしぎな旅」、更に先述のゴットが歌唱し2013年にはドイツのポップス歌手ヘレーネ・フィッシャーが歌い継いだ「みつばちマーヤの冒険」といった代表作があり、1970年代に生まれ育ったヨーロッパの青少年は、スヴォボダが提供した音楽とともに成長したことになる。
2007年1月28日にイェヴァニーにある邸宅にて変死体となって発見された。68歳だった。銃による自殺であったと推定されている。